# Chaveignes
Chaveignes es una comuna francesa situada en el departamento de Indre y Loira, en la región de Centro-Valle del Loira.

## Demografía
| 641 | 624 | 554 | 617 | 654 | 595 | 553 |
| Para los censos de 1962 a 1999 la población legal corresponde a la población sin duplicidades (Fuente: INSEE [Consultar]) |     |     |     |     |     |     |